# پورتوریکویی‌ها در پاریس
پورتوریکویی‌ها در پاریس (به انگلیسی: Puerto Ricans in Paris) فیلمی محصول سال ۲۰۱۵ و به کارگردانی ایان ادلمن است. در این فیلم بازیگرانی همچون لوئیس گازمن، ادگار گارسیا، آلیس تالیونی، میریام شر، فردریک آنسکومبر، رزاریو داوسون، رزی پرز، جسیکا بون، ژولی فریه و برایان تایری هنری ایفای نقش کرده‌اند.